# 阿里山英迪格酒店
阿里山英迪格酒店（英語：Hotel Indigo Alishan）位於嘉義縣番路鄉，酒店由霖雲國際開發投資興建，委託洲際酒店集團以英迪格酒店品牌經營管理。本酒店為洲際酒店集團在台灣的第三家英迪格酒店，也是洲際酒店集團在台灣海拔最高的旅館。
酒店由半畝塘環境整合團隊設計，麗明營造興建，為地上6樓地下2樓的黃金級綠建築，共擁有84間客房，於2019年6月5日舉行動工典禮，2022年12月18日开始试營運。